# Filosofía china

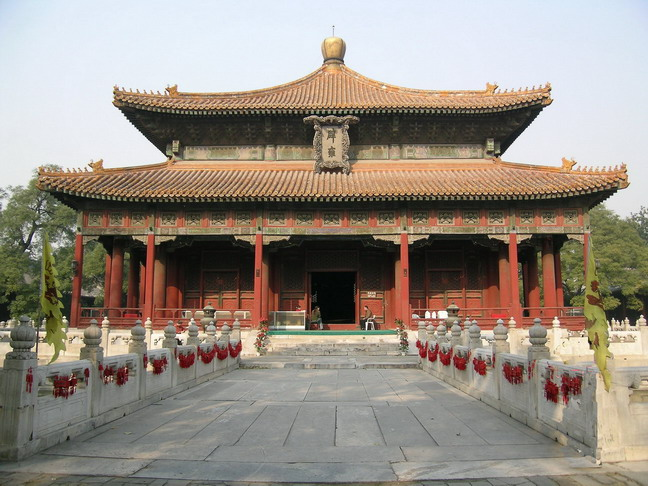
Una de las salas principales del Guozijian (colegio imperial) en el centro de la ciudad de Beijing, la institución más alta de educación superior en la China premoderna.

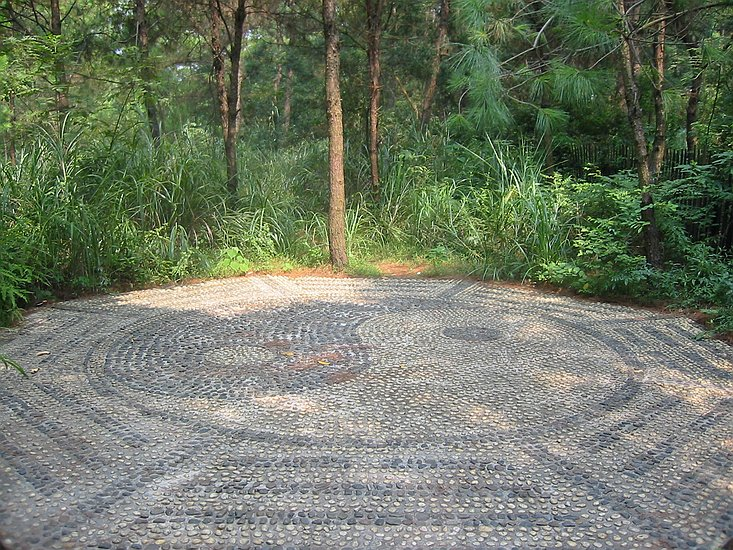
Símbolo del Pa Kua pavimentado en un claro a las afueras de la ciudad da Nanning, provincia de Guangxi, China.

La filosofía china es la descripción de la filosofía oriental que comprende la suma de escuelas filosóficas creadas en China. Tiene una historia de varios miles de años y su inicio se suele establecer en el siglo XII a. C. con la escritura del I Ching (El libro de los cambios), un compendio antiguo sobre adivinación que introdujo alguno de los términos fundamentales de la filosofía china. Sin embargo, la tradición oral se remonta a épocas neolíticas.
La historia de la filosofía china se puede dividir en cuatro períodos. El primero vio venir las primeras doctrinas de la dinastía Shang acerca de lo cíclico, así como el I Ching (el Libro de los cambios). El segundo período es el de la filosofía china clásica, conocido por la variedad y cantidad de escuelas que se formaron. Entre ellas destacaron el confucianismo, el taoísmo, el moísmo, el legalismo y la Escuela de los Nombres. El tercer período comenzó cuando la dinastía Qin adoptó como filosofía oficial el legismo, persiguiendo además a los confucianistas y moistas. Luego la dinastía Han impuso al confucianismo y taoísmo como doctrinas oficiales, y su influencia continuaría hasta el siglo XX. El último período, el de la modernidad, se caracteriza por la importación e incorporación de la filosofía occidental.
Durante la dinastía Zhou occidental y los siguientes períodos después de su caída, florecieron las cien escuelas del pensamiento (siglo VI a. C. a 221 a. C.). Este período se caracterizó por importantes desarrollos intelectuales y culturales y vio el surgimiento de las principales escuelas filosóficas de China: el confucianismo, el legalismo y el taoísmo, así como numerosas otras escuelas menos influyentes. Estas tradiciones filosóficas desarrollaron teorías metafísicas, políticas y éticas como Tao, Yin y yang, Ren y Li que, junto con el budismo chino, influyeron directamente en la filosofía coreana, la filosofía vietnamita y la filosofía japonesa (que también incluye la tradición sintoísta nativa). El budismo comenzó a llegar a China durante la dinastía Han (206 a. C.-220 d. C.) a través de una transmisión gradual a través de la Ruta de la Seda, y mediante influencias nativas desarrollaron distintas formas chinas (como Zen) que se extendieron por toda la esfera cultural de Asia Oriental. Durante las dinastías chinas posteriores, como la dinastía Ming (1368-1644), así como en la dinastía coreana de Joseon (1392-1897), un renacimiento del neoconfucianismo dirigido por pensadores como Wang Yangming (1472-1529) se convirtió en la escuela de pensamiento dominante, y fue promovido por el estado imperial.
En la era moderna, los pensadores chinos incorporaron ideas de la filosofía occidental. Gottfried Leibniz fue uno de los primeros intelectuales europeos que reconocieron el valor y la importancia del pensamiento chino. La filosofía marxista china o maoísmo se desarrolló bajo la influencia de Mao Zedong, mientras que el pragmatismo chino bajo el ascenso de Hu Shih y el nuevo confucianismo fue influenciado por Xiong Shili.

## Historia

### Primeras creencias
Las primeras doctrinas de la dinastía Shang estaban basadas en el concepto de lo cíclico. Esta noción proviene de lo que podían ver a su alrededor: el día y la noche, las estaciones, las fases de la luna. Así, esta noción, que seguirá siendo relevante a través de la historia de la filosofía china, refleja el orden de la naturaleza. En yuxtaposición, también marca una distinción fundamental con la filosofía occidental, en la cual el modo de ver el tiempo era como una sucesión lineal. Se pensaba que el sino podía ser manipulado por las grandes deidades. Se veneraba a los antepasados y se hacían sacrificios animales y humanos.
Cuando los Shang fueron derrocados por los Zhou, se introdujo en China un nuevo orden político, religioso y filosófico llamado el "mandato del cielo". El mandato se dijo cuando las normas empezaron a ser indignas bajo el punto de vista de los Zhou y como una justificación astuta para imponer sus normas.

### Período clásico

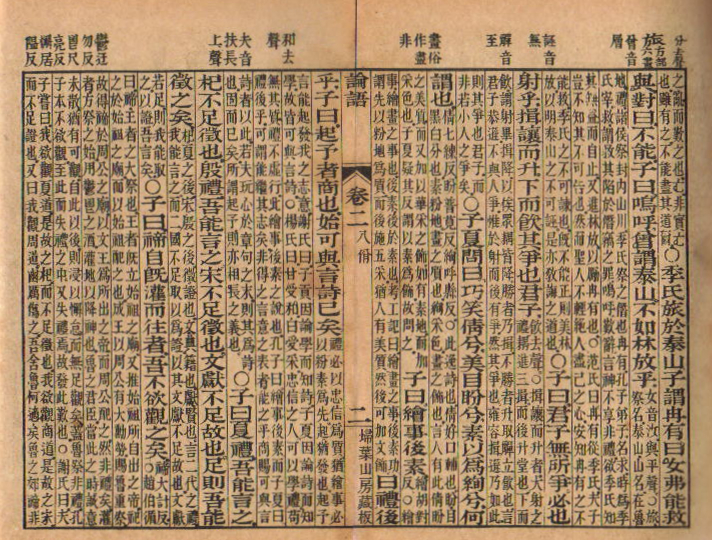
Analectas de Confucio (551-479 a. C.)

Alrededor del 500 a. C., después de que el gobierno Zhou se debilitara y China pasara al periodo de Primaveras y Otoños, comenzó el periodo clásico de la filosofía china, que coincide con la aparición de los primeros filósofos griegos. Terminó en el siglo III a. C., cuando el Qin Shi Huang, el primer emperador de la historia china, unificó todo el país.
A este periodo se le conoce como el de los cien escuelas de pensamiento (varios filósofos, cientos de escuelas), de las cuales sobresalen cinco: confucianismo, taoísmo, mohismo, legalismo y la Escuela de los Nombres.
El período clásico del pensamiento chino coincidió con una época en la que muchos reinos se disputaban la hegemonía de China. Casi todos los pensadores chinos eran miembros de la corte de los reyes cuya función era el asesoramiento, o consejeros cuyo oficio consistía en viajar de reino en reino para aconsejar a los distintos monarcas.

### Era imperial
Durante la breve dinastía Qin, cuya filosofía oficial era el legismo, se realizó una persecución contra las escuelas mohista y confucianista. El legismo siguió siendo influyente hasta que los emperadores de la dinastía Han adoptaron el taoísmo y el confucianismo como doctrina oficial. Estas dos últimas fueron las doctrinas filosóficas dominantes hasta el siglo XX, con la entrada del budismo (Durante la dinastía Tang), negociada durante mucho tiempo, porque se pensaba que era similar en muchos aspectos al taoísmo.
El neoconfucianismo restablecía los viejos principios confucianos aparecidos durante la dinastía Song, con características del budismo, del taoísmo y del legismo. Fue popularizado más adelante durante el reinado de la dinastía Ming.
La influencia del taoísmo y del confucianismo a menudo se describen en la siguiente frase: "Los chinos son confucionistas durante el día y taoístas por la noche". También, muchos chinos mandarines eran funcionarios en la vida laboral y poetas o pintores en su tiempo libre.

### Era moderna
Durante las edades moderna e industrial, la filosofía china comenzó a integrar conceptos de la filosofía occidental, como pasos hacia la modernización. Durante la Revolución de Xinhai se produjeron numerosos levantamientos, como el del cuatro de mayo, que suprimieron totalmente las viejas instituciones y prácticas imperiales de China. Por esta época hubo tentativas de incluir conceptos como Democracia, Republicanismo o Industrialización en la filosofía china, sobre todo por Sun Yat-sen al comienzo del siglo XX, mientras que Chen Tu-Hsiu introdujo el marxismo y el trotskismo, y otras doctrinas comunistas. Posteriormente Mao Tse-Tung incluyó el estalinismo para orientar al Partido Comunista Chino hacia su propia versión de Socialismo con características chinas, que en el uso popular es conocido como Maoísmo.
Cuando el Partido Comunista de China subió al poder, las escuelas filosóficas anteriores, exceptuando el taoísmo, fueron suprimidas durante la Revolución Cultural. Sin embargo, las antiguas doctrinas aún tienen influencia en la filosofía china. En la actualidad, el gobierno chino está interesado en promover un socialismo de mercado.
Desde el movimiento radical de la Revolución Cultural, el gobierno chino ha pasado a ser más tolerante con las prácticas filosóficas y religiosas tradicionales. La constitución de 1978 de la República Popular de China garantiza "libertad de culto", siempre y cuando éstas no atenten contra la soberanía de la República Popular. Se ha permitido el establecimiento o restablecimiento de instituciones espirituales y filosóficas, ya que el PCC no las ve como una amenaza, aunque son vigiladas y controladas por el Estado. Las doctrinas del pasado aún están muy inculcadas en la cultura china. Al igual que la japonesa, la filosofía china se ha convertido en una amalgama de ideas. Acepta nuevos conceptos, pero no olvida sus viejas creencias.

## Principales escuelas filosóficas

### Confucianismo
El confucianismo (en chino: 儒家, pinyin: rújiào ‘doctrina de Confucio’), también conocido como ruismo (rújiào, ‘doctrina de los eruditos’) y a veces también llamado confucionismo, es un sistema de pensamiento con aplicaciones religiosas, rituales y morales, predicadas por los discípulos y seguidores de Confucio tras su muerte.
Las doctrinas del confucianismo se centran en los valores humanos como la armonía familiar y social, la piedad filial (孝, Xiao), ren (仁, «bondad» o «humanidad») y Lǐ (禮 / 礼), que es un sistema de normas rituales que determina cómo debe actuar una persona para estar en armonía con la ley del Cielo. El confucianismo tradicionalmente sostiene que estos valores se basan en el principio trascendente conocido como Cielo (天, Tiān) y también incluye la creencia en espíritus o dioses (shén). El confucianismo se podría entender como una ética social y humanista, de un sistema centrado en los seres humanos y sus relaciones. En el confucianismo se hace hincapié en los rituales formales de todos los aspectos de la vida, desde casi las ceremonias religiosas de estricta cortesía y deferencia a uno de los ancianos, especialmente a los padres y al Estado en la forma del emperador.
La tradición se desarrolló en torno a las enseñanzas de Confucio (Kǒng Fūzǐ, «Maestro Kong», 551-479 a. C.) que se consideraba a sí mismo como transmisor de los valores y la teología de los sabios antepasados. Otros influyentes filósofos confucianos clásicos incluyen a Mencio y Xun Zi, quienes estuvieron en desacuerdo sobre la naturaleza moral innata de los humanos. El confucianismo fue una ideología importante del Estado imperial durante la dinastía Han (206 a. C.-220 d. C.) y fue revivido como neoconfucianismo durante la dinastía Tang (618-907). Durante las dinastías chinas posteriores, como la dinastía Song (960-1297) y la dinastía Ming (1368-1644), así como en la dinastía Joseon coreana (1392-1897) un resurgimiento neoconfucionista dirigida por pensadores tales como Zhu Xi (1130-1200 ) y Wang Yangming (1472-1529) se convirtió en la escuela de pensamiento dominante y fue promovido por el Estado imperial. A partir de la dinastía Song, los clásicos confucianos fueron la base de los exámenes imperiales y se convirtieron en la filosofía central de la clase oficial erudita. El confucianismo sufrió reveses durante el siglo XX, pero recientemente ha experimentado un resurgimiento, que se denomina Nuevo Confucianismo.
El confucianismo ha ejercido una gran influencia sobre China, Corea, Vietnam, Japón, Taiwán, Hong Kong y Macao, así como por varios territorios poblados predominantemente por chinos, como Singapur. Fue la religión oficial de China hasta 1912, cuando se proclamó la República. El canon de la filosofía confuciana lo componen los Cuatro Libros. Su pensamiento se formó durante un largo período que abarca las épocas de primaveras y otoños y reinos combatientes (siglos VII al III a. C.). Cuando China fue reunificada por Qin Shi Huang (221 a. C.) ya era una doctrina perfectamente formada y definida, con muchos seguidores y un gran corpus textual. Tras la breve dinastía Qin, su núcleo fundamental se ha mantenido intacto, excepto por posibles errores de transmisión e interpolaciones que solo afectan lo accidental.

### Neoconfucianismo
El neoconfucianismo (en caracteres chinos simplificados: 宋明理学; caracteres chinos tradicionales: 宋明理學; pinyin: Sòng-Míng Lǐxué o también acortado como 理學) es una filosofía china moral, ética y metafísica influida por el confucianismo y que incorpora ideas del taoísmo y el budismo. Fue originada por Han Yu y Li Ao (772-841) en la dinastía Tang y tuvo un lugar prominente durante las dinastías Song y Ming. El neoconfucianismo, surgió como respuesta al predominio del taoísmo y el budismo en los ámbitos intelectual y político.

### Taoísmo
Taoísmo es el nombre de:

El yin y yang es un concepto fundamental de varias escuelas de filosofía china.

- Una escuela filosófica basada en el Dào Dé Jing y en el Libro de Zhuangzi. Esto es el Taoísmo Filosófico (en chino Dàojia).
- Una familia de movimientos religiosos chinos tales como las sectas Zhengyi ("Ortodoxia") o Quanzhen ("Realidad completa").Esto es el taoísmo religioso (en chino Dàojiào).

Sinograma de la palabra dào, literalmente "camino".

El carácter "Tao"(o "Dao", dependiendo del esquema de latinización que uno prefiera) significa literalmente "Camino" o "Manera", pero en la religión y filosofía china ha adquirido significados más abstractos.
El Taoísmo netamente filosófico fue originado en el siglo VI a. C. a raíz de las enseñanzas del pensador chino al que se lo conoce como Lao-Tsé (Anciano Maestro), quien vivió en el período de los Siete Reinos Combatientes. Debido a la situación de guerra que vivía la Antigua China de aquella época, Lao-Tsé postuló un tratado filosófico donde planteaba las causas del comportamiento hostil del hombre y los comparaba con el comportamiento natural de la naturaleza, mostrando como es que los ciclos cósmicos naturales, los diferentes elementos y ecosistemas, y los animales mismos, vivían en una perfecta armonía que debía servir de ejemplo para trasladar dicha prosperidad a la vida del hombre, el cual en contraste se comportaba de forma autodestructiva y contraproducente para sus semejantes. En su Tao Te King Lao-Tsé señala que la codicia y la ambición son las causas por las cuales los hombres han estratificado su sociedad poniendo a un poder nobiliario como máxima autoridad, la cual justifica su soberanía con leyes intolerantes, tributaciones desmesuradas, lealtad absoluta a una ética patriótica, y sumisión incuestionable al poder religioso que asegura el derecho divino de gobernar para la familia real, los cuales llegan a involucrarse en guerras sangrientas en pos de dominar las tierras y riquezas de los reinos vecinos.
Pese a ser originario del Reino de Chu, Lao-Tsé no afiliaba a la idea de la lealtad nacionalista a su soberano, el Rey Chow, ya que la filosofía del anciano maestro era contraria a todo régimen nacionalista y monárquico debido a que todos ellos perpetuaban las guerras y el sufrimiento de sus pueblos, por lo que Lao-Tsé era crítico incluso contra la propia dinastía Chou para la cual había trabajado anteriormente como archivista de la biblioteca imperial.

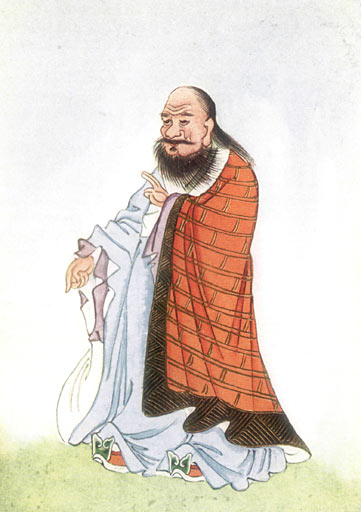
Grabado de un retrato de Lao-Tsé.

Siguiendo el ejemplo de la naturaleza y el Cosmos, Lao-Tsé acaba planteando al Tao como la máxima idea de plenitud y totalidad universal, mostrando que en la naturaleza la interacción de las distintas partes en favor de su beneficio mutuo es lo que permite el desarrollo de todas las cosas, razón por la cual el hombre debe adoptar un nuevo orden social donde su interacción mutua se corresponda al desarrollo común de las vidas de todos, y no continuar con un orden artificial y estratificado impuesto por un poder nobiliario que obtiene beneficios para sí a costa del sufrimiento de los súbditos que están ubicados en la base de ese modelo social estratificado. Así la idea de un orden espontáneo de la naturaleza es lo que el Taoísmo plasma como modelo de conducta para la humanidad, y sirviendo luego todos los conceptos taoístas para aplicarse a las distintas ramas del saber humano que posteriormente se desarrollaron en disciplinas más específicas y simbologías más crípticas.
El símbolo del Yin y Yang fue creado por el taoísmo, y simboliza una versión de la dialéctica hegeliana, pero de características no solo históricas sino también cosmológicas, metafísicas, humanísticas, y toda clase de aplicaciones que pueden analizarse mediante este esquema. El ying y el yang representan dos fuerzas opuestas en conflicto permanente con el otro, conduciendo así a la contradicción y el cambio perpetuos. Esta noción de dos polos opuestos y de la perpetuidad del cambio es frecuente en el pensamiento y cultura chinos a través de su historia. Cabe destacar que estos opuestos no presentan una conflictividad absoluta sino que su dialéctica los hace relativos, permitiendo así que uno pueda tornarse en otro y viceversa, o inclusive que "el bueno" y "el malo" cambien sus roles según el contexto en el que se lo aplique, razón por la cual el taoísmo incita a que sean los propios estudiantes quienes analicen cada circunstancia para determinar cual es el "camino" correcto según sean dadas las circunstancias de las diferentes posibilidades.
La alquimia, la astrología, la cocina, varias artes marciales, la medicina tradicional, el Feng Shui, y muchos estilos de las disciplinas del entrenamiento de la respiración del Qi-Gong tienen relación con el taoísmo debido a que sus conceptos pilares se originaron a partir de los postulados taoístas.

### Legalismo
El legalismo o legismo (chino 法家; pinyin fǎjiā, escuela de 'métodos' o estándares') fue una escuela filosófica china centrada en la filosofía política, las leyes, la realpolitik y la gestión burocrática. Ignorando en gran medida la moralidad o las visiones idealizadas de cómo debería ser la sociedad, se centraron en el gobierno pragmático a través del poder del autócrata y el estado. Su objetivo era lograr el orden social, la seguridad y la estabilidad. Siglos más tarde, las ideas del legalismo influyeron en las del régimen maoísta.
Una figura clave de esta escuela fue el administrador y filósofo político Shen Buhai (c. 400-337 a. C.). Otra figura central, Shang Yang (390-338 a. C.), fue un destacado reformador que transformó el estado Qin en el poder dominante que conquistó el resto de China en 221 a. C. El sucesor de Shen, Han Fei (c. 280-233 a. C.) sintetizó el pensamiento de los otros legalistas en su texto homónimo, el Han Feizi, uno de los textos legalistas más influyentes que fue utilizado por los sucesivos gobernantes chinos como una guía para el gobierno y organización burocrática del estado imperial.
Sus teorías representaban los intereses de los terratenientes. Tenían una visión materialista del mundo, plasmada en la frase El hombre vence al cielo (tian), con lo que se oponía claramente al confucianismo. También defendían el Gobierno mediante las leyes que se oponía al Gobierno mediante los ritos de los confucianos.

### Moísmo
El moísmo o mohismo (chino: 墨家; pinyin: Mòjiā; literalmente: 'Escuela de Mo') fue una escuela filosófica china fundada a finales del siglo V a. C. por Mozi y sus estudiantes, defensores de una sociedad igualitaria que difunde el utilitarismo estricto y el amor mutuo entre las personas.
Fue una importante escuela de pensamiento y rival del confucianismo y el taoísmo durante los períodos de las Primaveras y Otoños y de los Reinos Combatientes (770-221 a. C.). Es considerada por sus detractores como una clase de confucianismo degenerado, que junto a las ideas sobre el amor universal pacifista promulga la organización de unidades paramilitares, la denegación de los ritos ancestrales y la dedicación absoluta al bien común.
El texto principal de la escuela es el libro Mozi. El pensamiento administrativo del moísmo fue absorbido más tarde por el legalismo, su ética absorbida por el confucianismo y sus libros también se fusionaron en el canon taoísta, ya que el moísmo casi desapareció como escuela independiente después de la era de la dinastía Qin.
El moísmo es conocido por la idea de «amor imparcial» (chino: 兼愛; pinyin: jiān ài; lit. amor inclusivo). Según el maestro Mozi, las personas deberían preocuparse por igual por todas las demás personas, independientemente de su relación con ellas. Mozi también abogó por una meritocracia imparcial en el gobierno que se debería basar en el talento, no en las relaciones de sangre. Mozi estaba en contra del ritualismo confuciano, en lugar de enfatizar la supervivencia pragmática a través de la agricultura, la fortificación y el arte de gobernar.
En el moísmo, la moral no está definida por la tradición, sino por una guía moral constante paralela al utilitarismo. Para el moísmo, la tradición es inconsistente, y los seres humanos necesitan una guía por fuera de la tradición para identificar qué tradiciones son aceptables. La guía moral debe promover y fomentar comportamientos sociales que maximicen el beneficio general.
Al igual que el taoísmo, el moísmo critica al legalismo por su idea de sumisión absoluta al poder imperial y también al confucianismo por su idea de que la educación académica es la única forma de conocimiento y que solo los letrados posean derecho a gobernar a los no-letrados. A pesar de haber sido una escuela importante en la China antigua, el moísmo no sobrevivió al pasar de los milenios y no llegó a ser tan masivo como el taoísmo ni popular como el confucianismo.

### Budismo

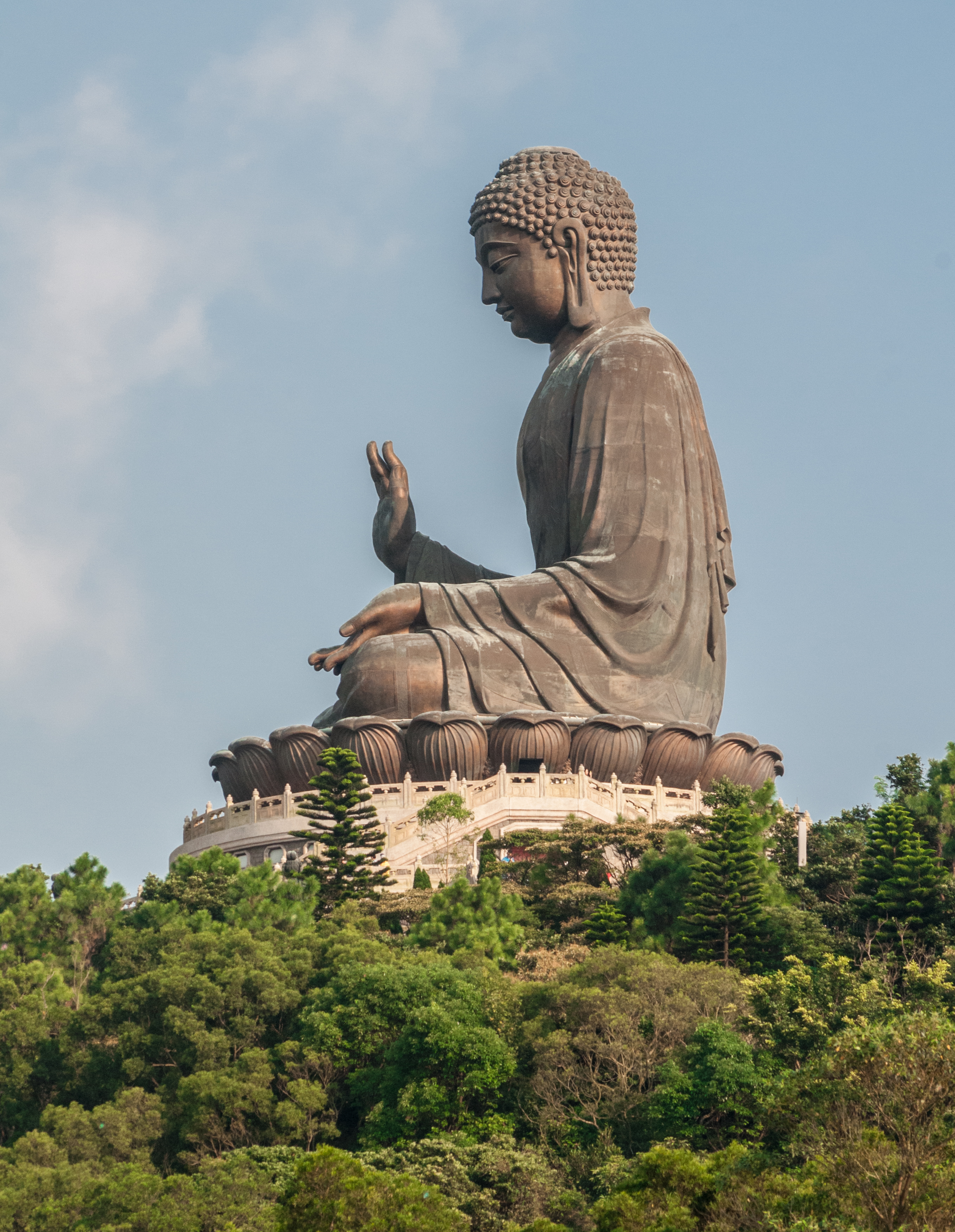
Estatua de Buda en la isla de Lantau, Hong Kong.

El budismo es una filosofía práctica, una religión e, indiscutiblemente, una psicología basada en las enseñanzas de Buda Gautama, que vivió en India probablemente a mediados del siglo VI o principios del siglo V a. C. Cuando se usa en sentido genérico, Buda es aquel que descubre la verdadera naturaleza de la realidad después de años de cultivo del espíritu, estudio de las diferentes prácticas religiosas y meditación. Para Buda, cualquier persona puede seguir su ejemplo, aclararse con el estudio de sus palabras "dharma" y ponerlas en práctica, lo que conduce a una vida virtuosa, moral y a la purificación de la mente.
Buda no es ni un dios, ni un mesías ni un profeta, y el budismo no postula sobre un creador. Buddha es un título en los antiguos idiomas pali y sánscrito, cuyo significado es "el que ha despertado". En el budismo el término no sólo se usa para referirse al personaje histórico, sino también para referirse a cualquier otra persona que igualmente haya realizado lo que se considera como el descubrimiento personal que él hizo. Las enseñanzas no son vistas por los seguidores como revelaciones divinas ni como dogmas de fe, puesto que existe una dinámica que impulsa a investigarlas e interpretarlas. Se considera que se alcanza su comprensión mediante la práctica y la experiencia.
El único propósito de estas enseñanzas es la erradicación definitiva de todo sentimiento de insatisfacción o frustración. Según el budismo, la causa real de la insatisfacción es o el anhelo ansioso, o el aferramiento, que a su vez son el producto último de ilusión e ignorancia, entendidas como la percepción errónea de la auténtica naturaleza de la existencia. Por ello el cese definitivo de esta situación se denomina el despertar. Para guiar el esfuerzo necesario para alcanzar ese nuevo estado, el budismo desarrolla y prescribe prácticas de entrenamiento mental y emocional, la disciplina ética y el estudio.
El budismo es la cuarta religión organizada del mundo por su número de seguidores, la mayoría de ellos en Asia, con unos 380 millones (o unos 700 millones si se incluyera a la heterogénea religión tradicional china). Todas las tendencias del budismo actual se pueden clasificar en dos grandes grupos, el Budismo del Sur (o Theravāda) y el Budismo del Este (o Mahāyāna). Una adopción de las prácticas del tantrismo hindú haría surgir lo que en ocasiones se afirma como una tercera corriente, llamada Budismo del Norte o Tántrico (Vajrayāna), si bien filosóficamente ésta se incluye dentro del Mahāyāna.

### Maoísmo
El maoísmo o pensamiento Mao Zedong (en chino simplificado, 毛泽东思想; en chino tradicional, 毛澤東思想; pinyin, Máo Zédōng Sīxiǎng) es la variante del marxismo-leninismo planteada y desarrollada por el líder revolucionario Mao Zedong en el marco de la revolución comunista china.
En la República Popular China es la doctrina oficial del Partido Comunista de China. Sin embargo, tras las reformas iniciadas por Deng Xiaoping en 1978, tendentes a una economía de mercado, el socialismo con características chinas ha sido la política aplicada en el país, y la definición oficial y el rol del Pensamiento de Mao Zedong en este país ha sido radicalmente modificado, aunque su imagen todavía preside la Plaza de Tiananmen de Pekín.
El término maoísmo nunca ha sido empleado oficialmente por el Partido Comunista de China, excepto como palabra derivada. El término preferido ha sido siempre Pensamiento Mao Zedong. De la misma forma, algunos partidos maoístas fuera de China se denominan en ocasiones a sí mismos como marxistas-leninistas, lo cual refleja su idea de que Mao no modificó sustancialmente los planteamientos de Lenin, sino que los desarrolló y adaptó a la Revolución China.
Sin embargo, otros partidos maoístas consideran que Mao realizó aportes teóricos y prácticos que significaron un desarrollo sustancial del leninismo, por lo que se denominan Marxistas-leninistas-maoístas o simplemente maoístas. Por ejemplo, el Partido Comunista de Nepal (Maoísta) se diferencia de otras organizaciones, como el Partido Comunista de Nepal (Marxista-Leninista Unificado), con dicho adjetivo. Hay partidos maoístas que sostienen que hoy es imposible defender la teoría de Marx y de Lenin sin estudiar los aportes de Mao y la experiencia de la Revolución China en cuanto a la continuación de la lucha de clases, bajo nuevas formas, en el marco de la construcción de la sociedad socialista.

## Conceptos de la filosofía china
Las diferencias entre las escuelas filosóficas chinas son considerables, sin embargo comparten un vocabulario y unas preocupaciones comunes.
Entre los términos encontrados comúnmente en la filosofía china suelen estar:
- Tao (El camino, o su doctrina)
- De (virtud, energía)
- Li (principio)
- Qi (Energía o fuerza vital de la materia)
- Taiji (Gran eje divino) forma una unidad, a partir de la cual surgen 2 conceptos, el Yin y el Yang.
- El nombre (míng 名) y lo que las cosas realmente son（shí 實）

Las grandes preguntas de la filosofía china son:
- La relación entre el principio y la materia.
- El método para descubrir la verdad.
- La naturaleza humana.

las grandes cosas en común de las diferentes doctrinas filosóficas chinas son:
- Optimismo epistemológico: La creencia de que las grandes preguntas tienen respuesta aunque ahora no se puedan contestar.
- La tendencia de ver al hombre como parte de la naturaleza.
- La tendencia de no invocar a una fuerza supranatural unificada y personificada. Las preguntas sobre la naturaleza y la existencia de Dios, que tan profundamente han influenciado a la filosofía occidental, apenas tiene importancia en la filosofía china.
- La creencia de que el propósito de la filosofía es servir de guía práctica y moral.
- El tratar sobre la política.

## Comparación de la filosofía china con la occidental
La filosofía occidental y la china poseen argumentos de distinta índole, muchos de los cuales se asemejan entre sí, coincidiendo los conceptos de una y otra filosofía, o en ciertos casos no necesariamente el concepto en sí, pero si la finalidad que persiguen. Por otro lado, muchos otros conceptos de ambos hemisferios son muy diferentes entre sí, principalmente en la idea oriental de entender al origen de la naturaleza como una energía inmaterial y abstracta, pero natural, el Chi, concepto prácticamente desconocido por la filosofía occidental, salvo por las antiguas formas de metafísica helénica, que entendían algo similar bajo el nombre de Pneuma. En general, las cuestiones existencialistas sobre los orígenes de la naturaleza en occidente, se debaten entre posturas marcadamente más antagónicas, como el Teísmo y el Ateísmo, donde la idea de la ethereidad se asocia a una creencia espiritualista donde uno o más dioses están detrás de todo y, por contraparte, la concepción materialista sostiene que no existe nada ethereo por ser lo ethereo considerado como espiritual, anulando así la creencia en Dios o seres similares. En China la filosofía tomó esto de manera muy diferente, considerando que sí es menester entender que la naturaleza y lo existente en sus orígenes no poseía forma material y se manifestaba ethereamente, pero esa ethereidad es perfectamente natural por ser simplemente Energía (Chi) por lo que la metafísica china no concibe la idea de un espiritualismo en la ethereidad ni tampoco atribuye lo abstracto a ninguna creencia teísta; la concepción china sobre la naturaleza es que aún lo abstracto y ethereo, como el Chi, han de ser algo natural y no responden a ninguna jerarquía teísta ni a ninguna creencia espiritualista.
Tanto la filosofía china como la europea tienen un efecto considerable en la mentalidad de ambas sociedades, por lo que pese a sus semejanzas y diferencias, el impacto que generaron en sus respectivos pueblos fue algo de carácter profundo en ambos casos.
La filosofía occidental debate entre la ambición y la modestia; el individualismo y el colectivismo; el espiritualismo y el materialismo; el sujeto y el objeto, siempre colocando a dos elementos absolutos y opuestos que se confrontan entre sí, y tratando de determinar cual es el "correcto" o el "incorrecto", el "verdadero" o el "falso", cual es el que prevalece y cual es el que decae, cual es el "Superior" y cual el "Inferior"; mientras que la filosofía china tiende a considerar a los opuestos como complementarios no-absolutos, ya que ambos forman parte de un todo y se interrelacionan entre sí, afectándose recíprocamente, por lo que ninguno de ellos es absoluto e incluso sus confrontaciones generan cambios que reestructuran los paradigmas, refutando y verificando a cada cual según sean las circunstancias, razón por la cual la filosofía china suele buscar entender cual es el verdadero funcionamiento de la naturaleza, para así entender cual elemento es el correcto y cual el incorrecto, no desde la perspectiva de los absolutos confrontándose, sino desde la funcionalidad sinérgica de que ambos forman parte de un Todo, y ese Todo es el que debe entenderse para determinar cuales argumentos y en que casos es que funcionan, y cuales no. Al funcionamiento verdadero del "Orden Natural" los orientales lo llaman Armonía, y la búsqueda de la armonía suele ser el fin de las mayorías de las corrientes filosóficas orientales. El conocimiento de esa verdadera naturaleza es entendido como sabiduría, Siendo esa la vía a alcanzar para lograr el desarrollo cognoscitivo correcto.
Así todo, la interpretación de estas dicotomías y los fines a considerar por ambos hemisferios filosóficos, varían según las diferentes escuelas de pensamiento de cada uno de ellos, tanto de Europa como de China, así por ejemplo, el Confucianismo considera como premisa la lealtad a la familia y el culto a los antepasados, y entiende por "sabiduría" a la instrucción académica y a la educación cultural, mientras que el Taoísmo rechaza esas argumentaciones sosteniendo que la lealtad y el culto a la familia solo son formas de dogmatizar al ser para restringirle su libertad de pensamiento y hacerle acatar las ideas preconcebidas inculcadas por la genealogía, por lo que la visión de "sabiduría" en el Taoísmo se basa en no arraigarse en doctrinas prejuzgadas de ninguna índole, ni siquiera en la educación académica impartida por las escuelas, ni tampoco en las creencias de culto ni en la lealtad ciega al clan familiar, ya que el conocimiento debe alcanzarse mediante las máximas expresiones de libertad y autocuestionamiento, y por esa razón los taoístas consideran "sabio" a quien adquiere conocimiento mediante introspección y observación propia e imparcial, y no a quienes buscan conocimiento mediante el estudio de doctrinas parciales impartidas por una escuela o creencias acatadas ciegamente por la simple sumisión a la autoridad nacional o filial.
En muchos puntos, las filosofías occidental y china son la antítesis de la otra. Por ejemplo, el realismo tensiona el Estado de Derecho, y el Confucianismo predicó una sociedad gobernada por la ética. Mientras que la Ilustración llamaba a la libertad y la democracia, el legismo demandaba una incuestionable lealtad al poder imperial. Mientras que la competición es la ideología esencial del capitalismo, el cooperativismo se considera como la clave para conseguir la armonía en Oriente. Principalmente la diferencia entre ambos sectores de la filosofía mundial, radica en las premisas que sus pensadores toman como paradigmas, así por ejemplo, los filósofos orientales suelen partir de ideas existenciales acerca de alguna clase de concepto abstracto como base de la naturaleza de la vida, generalmente tomando como base ideas cosmológicas y usándolas como tesis para sus ontologías, como sucede con el Chi, en cambio, los filósofos occidentales suelen partir de ideas fijas desde sus perspectivas personales, como lo era la materia para Marx, o la vida para Nietzsche, enfocándose en una idea determinada que es correlativa al contexto histórico en el que el filósofo vivió, y no a un punto de vista globalizador y atemporal, metafísicamente neutral, como sucede en la filosofía oriental.
En muchos otros casos, las filosofías de China y Europa poseen similitudes muy interesantes, al punto de que dos filosofías diferentes entre sí, llegan a las mismas conclusiones. Por ejemplo, el concepto taoísta del Yin y Yang hace alusión a una forma de mecánica relativizadora donde el funcionamiento natural de la existencia se basa en elementos opuestos que se complementan al sucederse recíprocamente, ya que el incremento o apogeo de uno no es absoluto, y acabará por declinar y darle paso a una nueva forma de dominio representada por su contraparte; y así mismo este ciclo se repetirá indefinida y suscesivamente, siendo toda esta idea similar al concepto de la Dialéctica desarrollada por Hegel.
Otro ejemplo serían las rivalidades entre las distintas filosofías de cada continente, viéndose así como las ideas del Legismo suelen ser marcadamente monarquistas, estatistas e imperialistas, y coincidentes con el Confucianismo en la idea de una sociedad estratificada; poseyendo así semejanzas con teóricos occidentales como Maquiavelo, e incluso con los partidarios del Liberalismo, ya que en lo referente a la estructura social tanto Thomas Malthus y Adam Smith coinciden con Confucio y Mencio en la idea de preservar el poder jerárquico de las clases sociales altas, por sobre las clases sociales más bajas, a las cuales consideran incapaces de autorregularse por sí solos, contrariamente a las ideologías de Karl Marx y Mijaíl Bakunin, que coinciden con Lao-Tsé y Chuang-Tsé en la postura radical de la organización autorregulada del pueblo, para autogestionarse y establecer un orden social acrático donde no exista un gobernante con privilegios por sobre un pueblo asediado por la recaudación impositova y otras formas de explotación.
De esta manera, el concepto de Armonía de los filósofos orientales impulsa la idea de que la susodicha solo puede concretarse si existe el Equilibrio; para los taoístas el equilibrio entre Yin y Yang es fundamental, razón por la cual una sociedad equilibada no posee castas diferenciadas donde una clase social oprime a la otra, y es así como Lao-Tsé y Chuang-Tsé platean que la sociedad jerarquizada es un desequilibrio, al ser el monarca el que consume excesivamente, a costa de la explotación del pueblo, y en este punto se asemejan a pensadores occidentales como Karl Marx y Pierre-Joseph Proudhon, al sostener que la igualdad solo se obtendrá al abolir el poderío del ente jerárquico y sustituirlo por un nuevo orden social sin clases sociales.
Otras similitudes se aprecian en los asuntos referentes a la religión, donde por lo general, las creencias de los sectores filosóficos más conservadores de ambos continentes, siempre tiende a promover la creencia teísta y el respeto a las autoridades religiosas, tal como sucede en el Legalismo, Confucianismo, Monarquismo y Capitalismo, mientras que sus opositores plantean ideologías revolucionarias donde desacreditan al poder sacerdotal por considerarlo alienador y defensor de las castas dominantes, y descreen de la existencia o intervención de las divinidades, volcándose a pensamientos ateístas, tal como sucede en el Taoísmo, Buddhismo, Marxismo y Anarquismo.
A pesar de sus muchas diferencias en los conceptos ontológicos donde la filosofía europea y china han pensado totalmente diferente, desarrollaron similitudes en sus rivalidades y su accionar político y social. Las dos filosofías exploraron profundamente en los campos de la investigación y utilizaron argumentos similares en esas áreas. Por ejemplo, había filósofos en China, al igual que la escuela de la lógica, que hicieron de la racionalidad científica su principal modo de pensar, mientras que había filósofos de Occidente, como Marco Aurelio que vio la meditación como el camino hacia la sabiduría. Es justo en lo que hace tan diferentes a las escuelas filosóficas occidental y china, en donde suelen asemejarse la una a la otra, según cuales sean las distintas escuelas de pensamiento que hayan gestado, y los impulsores que las hayan promovido.
Cabe destacar también que a las filosofías más radicales de ambos continentes, se las ha considerado como algo negativo por parte de las posturas dominantes de las sociedades establecidas con sus statu quo conservadores, y por eso han sido víctimas de persecución tanto los taoístas y budistas, como los marxistas y anarquistas.
Así también, los jefes de Estado detractores de estas filosofías, se han valido de tergiversaciones para deformarlas y convertirlas en objeto de culto, contradiciendo así sus principios originales de emancipación para formar corrientes dogmáticas que hacen justamente lo contrario, al imponer doctrinas absolutistas a las masas y hacerles seguir las políticas de los líderes gubernamentales y sacerdotales, con la excusa de que esa es la voluntad de la filosofía que siguen, cuando en realidad los conceptos originales de las mismas se oponían totalmente a las formas de doblegamiento.
Esto puede ejemplificarse al ver como los líderes militares de los países socialistas, han establecido cultos a la personalidad, tales como el Estalinismo y el Maoísmo; o revisionismos tales como la Socialdemocracia, alegando ser marxistas cuando de hecho, contradicen los principios de la conciencia social y la emancipación que proponía Karl Marx. Esto mismo ha sucedido con el Taoísmo y el Buddhismo, donde los mandatarios y sacerdotes orientales han formado y/o impulsado religiones en donde fomentan el culto a Buda y a Lao-Tsé por considerarlos deidades, cuando en realidad estos dos filósofos claramente impulsaban la insumisión al dogma religioso y la búsqueda del conocimiento por vía propia, dudando y cuestionando como método de razonamiento, y no acatando dogmas absolutistas como los que proponían las religiones de sus épocas.